# Anemone brecklei
Anemone brecklei är en ranunkelväxtart som beskrevs av K.H. Rechinger. Anemone brecklei ingår i släktet sippor, och familjen ranunkelväxter. Inga underarter finns listade i Catalogue of Life.